# Amata subtenuis
Amata subtenuis là một loài bướm đêm thuộc phân họ Arctiinae, họ Erebidae.